# 最近どう?みんなタクシーのってる?
『最近どう?みんなタクシーのってる?』はブレインウォッシュ制作で千葉テレビ放送で2014年7月10日 ～ 9月25日毎週木曜日24:30 - 25:00に放送されていたバラエティ番組である。

## 概要
- タクシー運転手をしながら、様々な夢に向かって頑張っている人達、通称 ドリームメンバーを応援する番組。カリスマタクシー運転手の下田大気がゼネラルプロデューサー。元SDN48たかはしゆいがタクシー運転手を目指しながらアシスタントをし、THE MANZAI2011年決勝進出のHi-HiがメインMCとして番組を盛り上げる。様々なゲストを招き、タクシートークを繰り広げる。

## 出演者
- MC
  - Hi-Hi（上田浩二郎・岩崎一則）
- アシスタントMC
  - たかはしゆい
- ひな壇（ドリームメンバー）
  - 生田佳那（ドリームメンバー・グランプル）
  - 土井亮祐（ドリームメンバー・グランプリ）
  - 一宮宏太
  - 佐渡司
  - 仙波賢人
  - 中島匠
  - 山口綾子
  - 高野隼人
  - 長尾耕生
  - 飛田佳祐
  - 山田浩史
  - 玉川亜里紗
  - 三浦龍
  - 東狐松一郎

### ゲスト
1. 電撃ネットワーク（南部虎弾・ダンナ小柳）
2. 相川友希（元SDN48）、みほ（アップルパイン）
3. baycam、HARACAN
4. 美々華、藤田恵名
5. Girls Beat!!（加護亜依・喜多麗美・姫乃稜菜）、新生 軟式globe（平日KOIKE・三代目パークマンサー）
6. ぺよん潤、伊藤優衣
7. 三遊亭歌橘、なちゅ
8. 波田陽区、くぼたみか、大和ヒロシ
9. 青山智美、蘭次
10. フジタ、GEM（金澤有希・森岡悠・武田舞彩）
11. 竹末浩一、高山璃奈
12. 志茂田景樹、星名美津紀

## 音楽
オープニングテーマ
- 「切なくてほのかに甘い運命」：姫carat（現:凸凹凸凹-ルリロリ-）（2014年7月10日 - ）

エンディングテーマ
- 「Strike!」：MR.FUSION（2014年7月10日 - ）
- 「ライブ ドライブ」：藤田恵名（2014年8月7日 - ）

## スタッフ（過去のスタッフ含む）
- ナレーター：高橋千晶
- 構成：荒井靖裕
- CAM：添田周希、菊地隆、小山竜太
- CA：佐藤夏希、福原正貴
- VE：川崎修、岡本隆朗
- EED：村田祥一（スタジオブレーン）、吉田美由紀（スタジオブレーン）
- MA：尾崎達哉（スタジオブレーン）
- 協力：ダイヤモンドブログ
- 技術協力：テックサービス
- 撮影協力：ロボットレストラン、THE LEGIAN CLUB HOUSE AKASAKA
- 特別協力：飛鳥交通株式会社
- 制作アシスタント：吉田達也
- AD：田村貴広、中良行、小作厚朗
- ディレクター：宮坂悟史
- プロデューサー：高木征太郎、大本ヨンジョン英正